# Llampúdol bord
El llampúdol bord, llampúgol bord, llampuga borda o rotaboc (Rhamnus ludovici-salvatoris) és un arbust perennifoli de l'ordre de les rosals endèmic de les Illes Balears. Es troba habitualment en matollars i alzinars des del nivell del mar fins als 1.000 metres d'altitud, sobretot en terrenys calcaris.
És un arbust petit, de menys d'un metre i mig d'alçada. Les seves fulles, d'1 a 3 cm, serrades perpendiculars al marge, són dures i lluents, més fosques per l'anvers i més clares pel revers. La floració té lloc entre els mesos d'abril i maig. Les flors són grogues, amb 5 pètals amagats dins del calze juntament amb els 5 estams. Hi ha flors masculines i femenines en peus diferents. El fruit és una drupa negra.